# Новінський
Новінський (рос. Новинский) — селище у Камизяцькому районі Астраханської області Російської Федерації.
Населення становить 239  осіб. Входить до складу муніципального утворення Караулинська сільська рада.

## Історія
Населений пункт розташований на території українського етнічного та культурного краю Жовтий Клин. Від 1925 року належить до Камизяцького району.
Згідно із законом від 6 серпня 2004 року органом місцевого самоврядування є Караулинська сільська рада.

## Населення
| 2002 | 2006 | 2010 | 2012 | 2013 |
| ---- | ---- | ---- | ---- | ---- |
| 252  | ↘237 | ↗245 | ↘237 | ↗239 |